# Lloyd Harris
Lloyd George Muirhead Harris (Città del Capo, 24 febbraio 1997) è un tennista sudafricano.
In singolare ha perso due finali nel circuito maggiore, si è spinto fino ai quarti di finale agli US Open 2021 e ha raggiunto il 31º posto del ranking ATP nel settembre 2021. In doppio ha vinto un titolo ATP e non è andato oltre la 108ª posizione mondiale. Ha fatto il suo esordio nella squadra sudafricana di Coppa Davis nel 2016.

## Carriera

### Juniores
Gioca nell'ITF Junior Circuit dal 2012 al 2015 e vince solo tornei minori, 3 in singolare e 9 in doppio. Nel 2013 prende parte alla Coppa Davis Junior nella quale il Sudafrica si classifica al 10º posto. L'anno successivo gioca alle Olimpiadi giovanili di Nanchino senza ottenere risultati di rilievo. A fine stagione si spinge fino ai quarti di finale in doppio all'Orange Bowl e nel gennaio 2015 raggiunge il 38º posto nel ranking mondiale di categoria. Il risultato più prestigioso arriva al suo ultimo impegno da juniores con la semifinale raggiunta in doppio agli US Open 2015 in coppia con Yosuke Watanuki.

### 2014-2016, inizi da professionista e primi titoli ITF
Fa le sue prima apparizione tra i professionisti nel 2014 e inizia a giocare con contunità nell'aprile 2015 nei tornei del circuito ITF. A giugno alza i suoi primi trofei vincendo il torneo di singolare all'ITF Mozambique F2 e la settimana successiva trionfa in doppio allo Zimbabwe F1. Continua a raccogliere successi nel circuito ITF, soprattutto in tornei africani, e nel febbraio 2016 esordisce nell'ATP Challenger Tour raggiungendo i quarti di finale al torneo di Kyoto. Il mese successivo debutta nella squadra sudafricana di Coppa Davis con due successi in singolare nella vittoriosa sfida contro il Lussemburgo.

### 2017-2018, esordio nel circuito maggiore, primi titoli Challenger e 110º nel ranking
Nel 2017 gioca con maggiore costanza nei Challenger e non va oltre due semifinali, per la prima volta dopo due stagioni non vince alcun torneo. A giugno gioca per la prima volta le qualificazioni di un torneo ATP ad Antalya, le supera come lucky loser e viene eliminato al primo turno da Janko Tipsarević. Al Challenger di Vancouver di agosto elimina al secondo turno il nº 81 del ranking Norbert Gombos, primo top 100 sconfitto in carriera. Il mese dopo vince gli incontri di qualificazione all'ATP 250 di Shenzhen ed esce nuovamente di scena al primo turno. A ottobre entra per la prima volta nella top 200, in 199ª posizione.
Dopo aver vinto 13 tornei ITF in singolare e 4 in doppio, nell'aprile del 2018 disputa il suo ultimo torneo di categoria e a fine mese conquista il primo titolo Challenger vincendo il torneo di doppio ad Anning in coppia con Aljaksandr Bury, superando in finale Gong Maoxin / Zhang Ze. Il primo titolo Challenger in singolare arriva ad agosto a Lexington con il successo in finale su Stefano Napolitano per 6-4, 6-3. Supera le qualificazioni agli US Open e – al suo esordio in una prova del Grande Slam – esce di scena al primo turno per mano di Gilles Simon. Supera le qualificazioni anche a Chengdu e vince il suo primo match ATP superando al primo turno in rimonta il nº 38 del mondo Gaël Monfils. Sconfigge Marc Polmans nella finale del successivo Stockton Challenger e a novembre sale alla 110ª posizione mondiale, dopo che a febbraio era sceso alla 340ª.

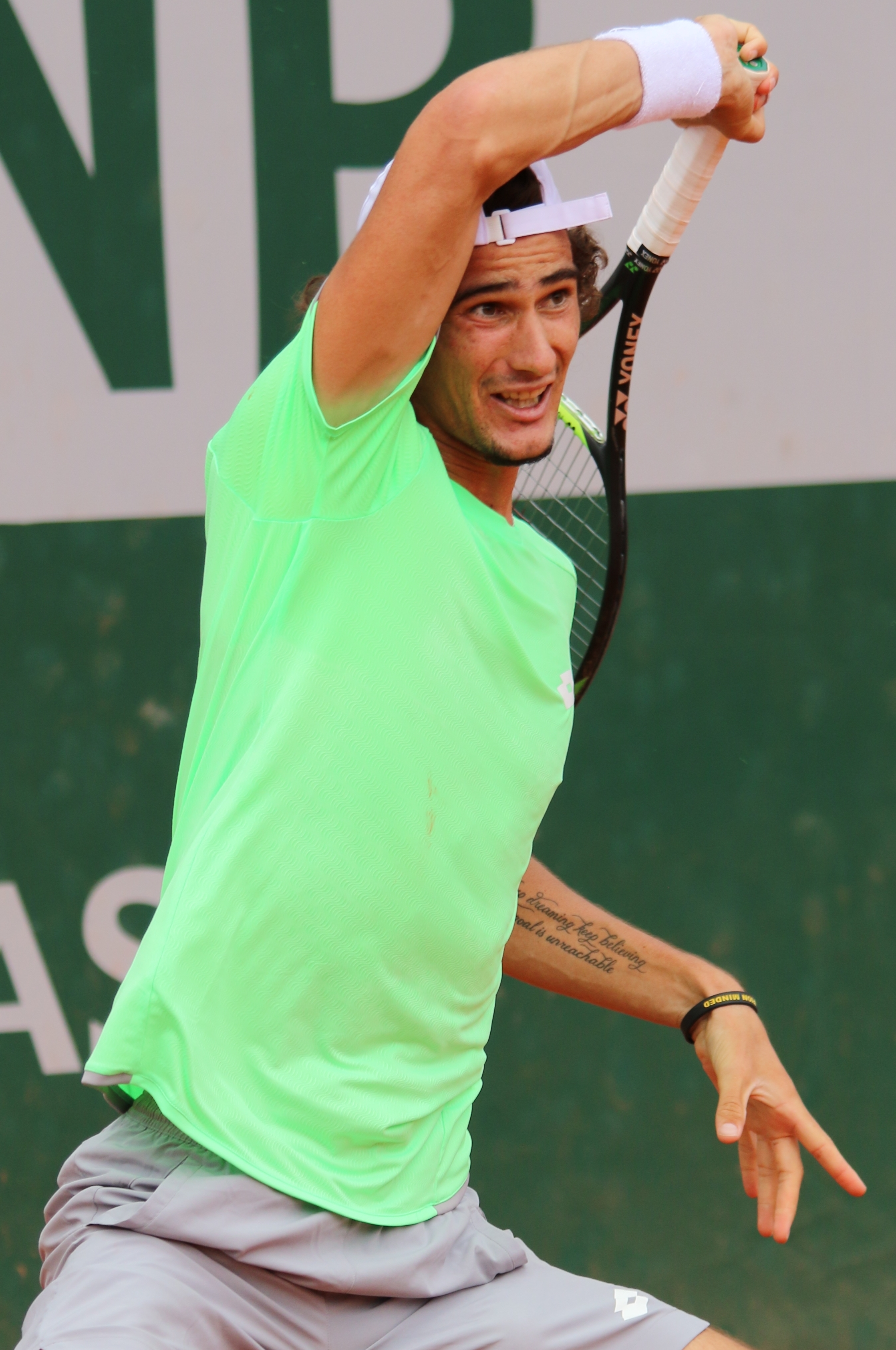
Harris al Roland Garros nel 2019

### 2019, prima semifinale ATP e top 100
Supera per la prima volta le qualificazioni agli Australian Open e viene eliminato al primo turno da Daniil Medvedev. Vince quindi il Challenger di doppio al Burnie International in coppia con Dudi Sela. Al successivo Challenger di Launceston si impone nella finale di singolare contro Lorenzo Giustino e fa il suo ingresso nella top 100. Sconfitto al secondo turno di Delray Beach, supera per la prima volta le qualificazioni in un Masters 1000 – come lucky loser – a Miami ed esce di scena al primo incontro. Qualificato per diritto di classifica, vince il primo incontro in uno Slam al Roland Garros contro Lukas Rosol e perde al secondo turno con Borna Ćorić. Al primo turno di Wimbledon perde contro Federer al quarto set dopo aver vinto il primo; a luglio sale all'82ª posizione mondiale. Raggiunge per la prima volta un quarto di finale e una semifinale ATP a Chengdu con i successi su Dušan Lajović e João Sousa e viene eliminato da Aleksandr Bublik. A Tokyo sconfigge il nº 25 del mondo Alex de Minaur e perde al secondo turno contro John Millman.

### 2020, prima finale ATP e 72º nel ranking
Inizia la stagione con due sconfitte e una vittoria all'ATP Cup e diventa il nº 1 africano nel ranking. Subito dopo disputa la prima finale ATP in carriera ad Adelaide e raccoglie tre soli giochi contro Andrej Rublëv dopo aver eliminato Cristian Garín e Pablo Carreño Busta, a fine torneo porta il best ranking alla 72ª posizione. Dopo la lunga pausa dovuta al COVID-19 perde al secondo turno agli US Open e al Roland Garros contro giocatori top 10, rispettivamente David Goffin e Matteo Berrettini. Nel finale di stagione si spinge fino ai quarti nei tornei ATP di Colonia 1 e Anversa.

### 2021, quarti di finale agli US Open, una finale ATP 500 e 31º nel ranking
Raggiunge per la prima volta il terzo turno in uno Slam agli Australian Open e viene eliminato da Mackenzie McDonald. Dopo il successo sul nº 20 ATP Stan Wawrinka a Doha, raggiunge la finale all'ATP 500 di Dubai eliminando tra gli altri il nº 4 del mondo Dominic Thiem (primo top 10 sconfitto in carriera) e il nº 12 Denis Shapovalov, e cede ad Aslan Karacev per 3-6, 2-6. Una settimana dopo si spinge fino al 50º posto mondiale. A Madrid supera il nº 17 del mondo Grigor Dimitrov e si ritira durante il match di secondo turno. Ad Halle elimina Monfils ed esce nei quarti di finale.
A Washington consegue il successo più prestigioso da inizio carriera battendo il nº 3 del mondo Rafael Nadal in 3 set prima di cedere nei quarti a Kei Nishikori. Il buon momento di forma continua agli US Open, dove per la prima volta disputa i quarti di finale in uno Slam; sconfigge il nº 28 ATP Karen Chačanov, il nº 10 Denis Shapovalov e il nº 24 Reilly Opelka e perde in 3 set contro Alexander Zverev. A fine torneo porta il best ranking al 31º posto. Il miglior risultato di fine stagione è la semifinale raggiunta e persa contro Jannik Sinner ad Anversa, dove arriva in semifinale anche in doppio.

### 2022-2023, infortuni, crollo nel ranking, rientro e primo titolo ATP in doppio
Inizia la stagione con 7 sconfitte nei primi 9 incontri in singolare e si mette in evidenza disputando a Rotterdam la prima finale di doppio in carriera, persa in coppia con Tim Pütz contro Robin Haase / Matwé Middelkoop. Grazie soprattutto a questo risultato, a giugno porterà il best ranking di doppio alla 108ª posizione. Si sblocca in singolare a marzo raggiungendo per la prima volta il quarto turno in un Masters 1000 a Miami, dove batte tra gli altri Shapovalov e viene eliminato dal campione uscente Hubert Hurkacz. Il terzo turno raggiunto a Barcellona è l'unico risultato di rilievo del periodo successivo, durante il quale gioca nonostante i dolori dovuti a un infortunio al polso destro. Dopo l'eliminazione al Roland Garros si sottopone a un'operazione al polso, chiude con largo anticipo la stagione e a novembre scende alla 240ª posizione mondiale.
Rientra all'inizio del 2023 e dopo alcuni match vinti in Challenger thailandesi sconfigge in 5 set Lorenzo Musetti agli Australian Open. Gli eccessivi sforzi dopo la convalescenza gli procurano un infortunio a un gluteo che richiede un mese di riposo e un lento recupero, e a maggio esce dalla top 300. Torna a giocare ad alti livelli al torneo ATP sull'erba di Maiorca, dove raggiunge la semifinale in singolare e vince il suo primo titolo ATP nel torneo di doppio in coppia con Yuki Bhambri, con il successo in finale su Robin Haase / Philipp Oswald per 6-3, 6-4. Eliminato al turno di esordio in singolare a Wimbledon, raggiunge il terzo turno in doppio in coppia con Robert Galloway grazie al successo sulle teste di serie nº 2 Ivan Dodig / Austin Krajicek. Agli US Open si spinge fino al secondo turno sia in singolare che in doppio. Nonostante i mediocri risultati di fine stagione, a novembre risale al 136º posto mondiale.

### 2024, tre titoli Challenger, ritorno nella top 100 e operazione alla schiena
Dopo aver superato le qualificazioni ed essere uscito al primo turno agli Australian Open. subisce una lunga serie di sconfitte consecutive nei primi turni dei tornei Challenger, si riprende ad aprile con il successo in finale al Challenger di Guangju, tornando a vincere un titolo in singolare dopo oltre cinque anni. Si ripete la settimana successiva aggiudicandosi il titolo in singolare anche a Shenzhen. Eliminato nelle qualificazioni al Roland Garros, vince il terzo titolo stagionale sull'erba del Challenger 125 di Surbiton. Con questo risultato rientra nella top 100 dopo 21 mesi ma ne esce nel giro di tre settimane. Supera le qualificazioni a Wimbledon e perde al secondo turno al tie break del parziale decisivo contro il nº 14 ATP Ben Shelton dopo essere stato in vantaggio due set a uno. Sarà il suo ultimo match della stagione, che interrompe per operarsi alla schiena. A luglio esce di nuovo dalla top 100.

### 2025, discesa nel ranking
Rientra nel febbraio 2025 come nº 144 del ranking ed esce al secondo turno al Challenger di Chennai. Non supera le qualificazioni ai successivi due tornei ATP e dopo il ritiro al primo turno dell'Arizona Tennis Classic resta fermo cinque settimane. Al Roland Garros supera per la prima volta in stagione le qualificazioni a un torneo del circuito maggiore ed esce di scena al primo turno. Si ferma ai quarti nel Challenger su erba del Birmingham Open ed esce dalla top 300, mentre a Wimbledon perde al secondo turno contro Rublëv..

## Statistiche

### Singolare

#### Finali perse (2)
| Legenda              |
| Grande Slam (0)      |
| ATP Finals (0)       |
| ATP Masters 1000 (0) |
| ATP Tour 500 (1)     |
| ATP Tour 250 (1)     |

| N. | Data            | Torneo                            | Superficie | Avversario in finale | Punteggio |
| 1. | 18 gennaio 2020 | Adelaide International, Adelaide  | Cemento    | Andrej Rublëv        | 3–6, 0–6  |
| 2. | 20 marzo 2021   | Dubai Tennis Championships, Dubai | Cemento    | Aslan Karacev        | 3–6, 2–6  |

### Doppio

#### Vittorie (1)
| Legenda              |
| Grande Slam (0)      |
| ATP Finals (0)       |
| ATP Masters 1000 (0) |
| ATP Tour 500 (0)     |
| ATP Tour 250 (1)     |

| N. | Data           | Torneo                          | Superficie | Compagno     | Avversari in finale        | Punteggio |
| 1. | 1º luglio 2023 | Mallorca Championships, Maiorca | Erba       | Yuki Bhambri | Robin Haase Philipp Oswald | 6–3, 6–4  |

#### Finali perse (1)
| Legenda              |
| Grande Slam (0)      |
| ATP Finals (0)       |
| ATP Masters 1000 (0) |
| ATP Tour 500 (1)     |
| ATP Tour 250 (0)     |

| N. | Data             | Torneo                    | Superficie  | Compagno | Avversari in finale          | Punteggio           |
| 1. | 13 febbraio 2022 | Rotterdam Open, Rotterdam | Cemento (i) | Tim Pütz | Robin Haase Matwé Middelkoop | 6–4, 6(5)–7, [5–10] |

### Tornei minori

#### Singolare

##### Vittorie (19)
| Legenda        |
| Challenger (6) |
| Futures (13)   |

| N. | Data            | Torneo                               | Superficie | Avversari in finale | Punteggio     |
| 1. | 5 agosto 2018   | Lexington Challenger, Lexington      | Cemento    | Stefano Napolitano  | 6–4, 6–3      |
| 2. | 7 ottobre 2018  | Stockton Challenger, Stockton        | Cemento    | Marc Polmans        | 6–2, 6–2      |
| 3. | 3 febbraio 2019 | Launceston International, Launceston | Cemento    | Lorenzo Giustino    | 6–2, 6–2      |
| 4. | 21 aprile 2024  | Gwangju Open, Gwangju                | Cemento    | Bu Yunchaokete      | 6–2, 3–6, 6–4 |
| 5. | 28 aprile 2024  | Shenzhen Luohu Challenger, Shenzhen  | Cemento    | James Duckworth     | 6–3, 6–3      |
| 6. | 9 giugno 2024   | Surbiton Trophy, Surbiton            | Erba       | Leandro Riedi       | 7–6(8), 7–5   |

## Risultati in progressione
| Sigla | Risultato               |
| ----- | ----------------------- |
| V     | Vincitore               |
| F     | Finalista               |
| SF    | Semifinalista           |
| O     | Oro olimpico            |
| A     | Argento olimpico        |
| SF    | Bronzo olimpico         |
| QF    | Quarti di Finale        |
| 4T    | Quarto turno            |
| 3T    | Terzo turno             |
| 2T    | Secondo turno           |
| 1T    | Primo turno             |
| RR    | Round Robin             |
| LQ    | Turno di qualificazione |
| A     | Assente                 |
| ND    | Non disputato           |

| Legenda superfici    |
| -------------------- |
| Cemento              |
| Terra battuta        |
| Erba                 |
| Superficie variabile |

### Singolare
| Tornei Grande Slam |     |     |     |     |     |     |     |       |
| Australian Open    | A   | 1T  | 1T  | 3T  | 1T  | 2T  | 1T  | 3–6   |
| Roland Garros      | Q1  | 2T  | 2T  | 2T  | 1T  | 1T  | Q2  | 3–5   |
| Wimbledon          | Q1  | 1T  | ND  | 2T  | A   | 1T  | 2T  | 2–4   |
| US Open            | 1T  | 1T  | 2T  | QF  | A   | 2T  | A   | 6–5   |
| Vittorie-Sconfitte | 0–1 | 1–4 | 2–3 | 8–4 | 0–2 | 2–4 | 1–2 | 14–20 |

### Doppio
| Tornei Grande Slam |     |     |     |     |     |     |      |
| Australian Open    | A   | A   | 1T  | 1T  | 3T  | A   | 2–3  |
| Roland Garros      | A   | A   | 2T  | 1T  | 1T  | A   | 1–3  |
| Wimbledon          | 1T  | A   | 2T  | A   | 3T  | A   | 3–3  |
| US Open            | A   | A   | 2T  | A   | 2T  | A   | 2–2  |
| Vittorie-Sconfitte | 0–1 | 0–0 | 3–4 | 0–2 | 5–4 | 0–0 | 8–11 |

## Vittorie contro giocatori top 10
| Stagione | 2021 | 2022 | 2023 | 2024 | Totale |
| -------- | ---- | ---- | ---- | ---- | ------ |
| Vittorie | 3    | 0    | 0    | 0    | 3      |

| N.   | Giocatore        | Rank | Torneo                           | Superficie | Turno | Punteggio     |
| ---- | ---------------- | ---- | -------------------------------- | ---------- | ----- | ------------- |
| 2021 |                  |      |                                  |            |       |               |
| 1.   | Dominic Thiem    | 4    | Dubai Tennis Championships, Doha | Cemento    | 2T    | 6–3, 6–4      |
| 2.   | Rafael Nadal     | 3    | Washington Open, Washington      | Cemento    | 3T    | 6–4, 1–6, 6–4 |
| 3.   | Denis Shapovalov | 10   | US Open, New York                | Cemento    | 3T    | 6–4, 6–4, 6–4 |